# レンダリング (ベリオ)
『レンダリング』（Rendering）は、ルチアーノ・ベリオによる、フランツ・シューベルトの未完成の交響曲である交響曲ニ長調D936Aの補筆完成作品である。
シューベルトは死の年（1828年）にD936Aの作曲に取り組んだものの、断片的な3楽章分のスケッチのみで絶筆となった。ベリオはシューベルトの様式を完全に守って完成させるのは不可能だとして、自身の様式による「セメント」でシューベルトのスケッチの間を埋めることにより曲を「修復（restoration）」した。作曲は1990年。全3楽章。
楽章構成は以下の通り。
1. アレグロ
2. アンダンテ
3. アレグロ

なお、D936Aの補筆は他にブライアン・ニューボールド、ペーター・ギュルケ、ピエール・バルトロメによるものも存在し、特にニューボールド版の演奏の機会が一番多い。